# Ucronia

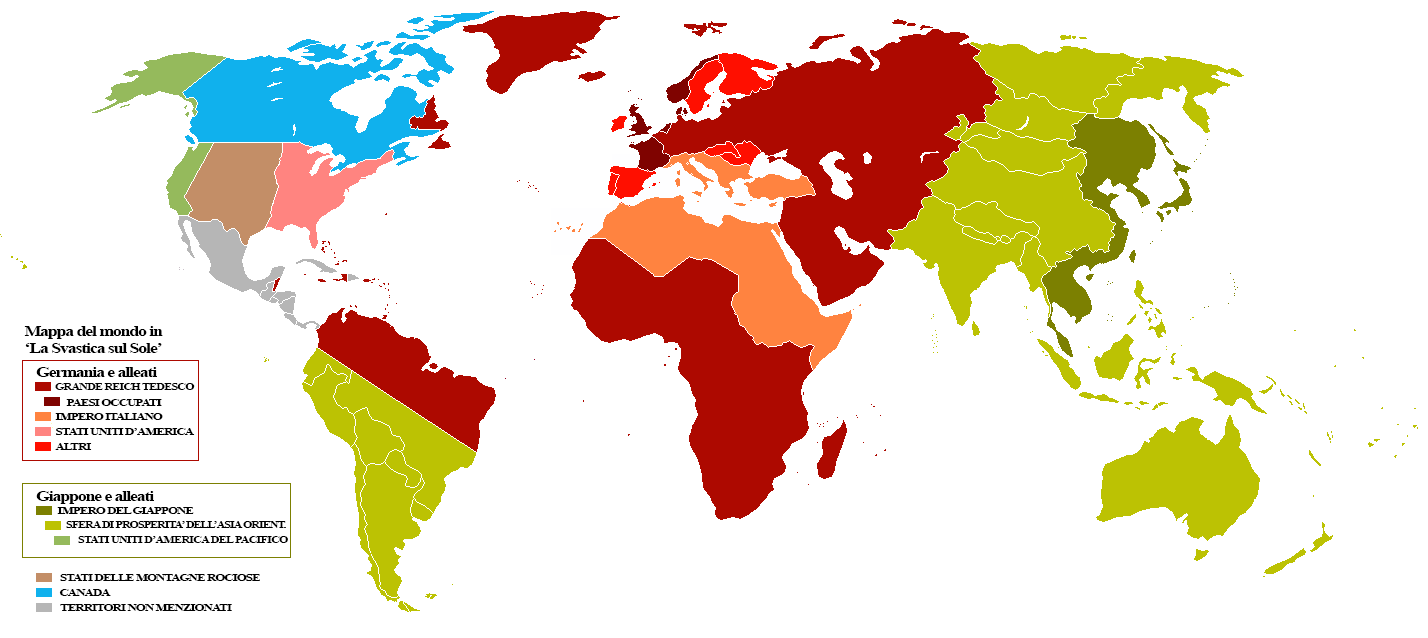
L'assetto politico mondiale delineato nel romanzo La svastica sul sole, nel quale le forze dell'Asse hanno sconfitto gli alleati nella seconda guerra mondiale, diffondendo il nazismo nel mondo intero

L'ucronìa (anche detta storia alternativa, allostoria o fantastoria) è un genere di narrativa fantastica basata sulla premessa generale che la storia del mondo abbia seguito un corso alternativo rispetto a quello svoltosi realmente.
Per la sua natura, l'ucronia può essere assimilata al romanzo storico (specie per opere ambientate in un passato molto remoto) o alla fantascienza e si incrocia con la fantapolitica, mescolandosi all'utopia o alla distopia quando va a descrivere società ideali o, al contrario, indesiderabili.

## Definizione e ambito
Il termine ucronìa deriva dal greco e significa letteralmente "nessun tempo" (da οὐ = "non" e χρόνος = "tempo"), per analogia con utopia che significa "nessun luogo". Indica la narrazione letteraria, grafica, cinematografica, o in altre forme di quel che sarebbe potuto succedere se un determinato avvenimento storico si fosse svolto diversamente. Il termine è stato coniato dal filosofo francese Charles Renouvier in un saggio (Uchronie) apparso nel 1857. Gli anglofoni usano invece il termine più immediato alternate history (storia alternativa).
È ucronìa domandarsi, ad esempio, cosa sarebbe successo in Europa, se l'Impero romano fosse sopravvissuto fino ai nostri giorni, se l'Impero bizantino non avesse subito l'invasione islamica, se la Rivoluzione francese non fosse scoppiata, se Napoleone avesse vinto a Waterloo, se l'andamento della Grande guerra fosse stato diverso, se Hitler avesse vinto la seconda guerra mondiale o altrettanto se l'Operazione Valchiria fosse riuscita. In America, se la Francia avesse vinto la guerra dei sette anni, se l'Inghilterra fosse riuscita a reprimere i rivoltosi americani alla fine del Diciottesimo secolo o se i confederati avessero vinto la guerra di secessione americana.
Per quanto riguarda l'Italia, è ucronia domandarsi se gli Ostrogoti fossero stati capaci di respingere i Bizantini, se Cristoforo Colombo si fosse impossessato dell'America per conto della Repubblica di Genova, se la Repubblica di Venezia e la Repubblica di Genova fossero rimaste indipendenti all'indomani del Congresso di Vienna o se il Regno di Sardegna avesse vinto la
Prima guerra d'indipendenza, o quanto sarebbe vissuto Umberto I se fosse scampato all'attentato di Gaetano Bresci, o se Vittorio Emanuele III avesse firmato lo stato d'assedio contro il fascismo durante la Marcia su Roma, o se Mussolini non fosse sceso in guerra al fianco di Hitler.

## Letteratura
Il primo esempio di ucronia noto può essere considerato il brano dell'opera Ab Urbe condita (tra il 27 a.C. e il 14 d.C.), nel quale Tito Livio contempla la possibilità che Alessandro Magno avesse sviluppato il regno macedone dirigendosi verso ovest anziché verso est.
Prima ancora che Charles Renouvier coniasse il termine uchronie, si possono rintracciare numerose opere letterarie a sfondo ucronico, tra le quali si può citare Napoleone apocrifo (Napoléon et la conquête du monde, 1812 à 1832 - Histoire de la monarchie universelle) di Louis Geoffroy (1836), in cui si immagina una campagna di Russia vittoriosa per Napoleone che fonda un impero universale popolato di invenzioni fantascientifiche.
Nel suo libro pubblicato postumo nel 1813, Storia della Toscana sino al principato, l'accademico italiano Lorenzo Pignotti immaginò cosa sarebbe potuto succedere se Lorenzo il Magnifico non fosse morto nel 1492: lo statista mediceo avrebbe potuto difendere la penisola dalle invasioni straniere e addirittura reprimere la riforma protestante prima che si diffondesse.
Ne La città eterna di Hall Caine (1901), ambientato nella Roma del 1900, a seguito dell'azione del giovane deputato della sinistra Davide Rossi contro il dittatore Barone Gabriele Bonelli, si ha il volontario esilio del re e la proclamazione di una repubblica. Nell'epilogo del romanzo si scoprirà che 50 anni dopo il mondo è stato unificato in un'unica Federazione Internazionale con Roma come capitale.
Nel 1931 lo storico britannico J. C. Squire invitò alcune autorevoli personalità della cultura e della politica contemporanea – tra cui Churchill, Chesterton, Belloc e Maurois – a cimentarsi nelle ricostruzioni ipotetiche di alcuni snodi storici cruciali della civiltà occidentale, pubblicandole nell'antologia Se la storia fosse andata diversamente (If It Had Happened Otherwise). Winston Churchill (che scrisse per l'occasione un saggio riguardo a un diverso esito della battaglia di Gettysburg), in questo modo divenne contemporaneamente autore e personaggio di ucronie.
La seconda guerra mondiale, l'evento più traumatico del Novecento, è uno dei soggetti preferiti delle ucronie. Il conflitto del resto produsse opere fantapolitiche già nel corso del suo svolgimento, incentrate sul suo possibile esito. Fred Allhoff nel 1940 porta addirittura le armate naziste a invadere gli Stati Uniti (Lightning in the Night, pubblicato nella rivista Liberty Magazine).
Tra i maggiori scrittori di ucronie ricordiamo Sarban (Il richiamo del corno, 1952), Philip K. Dick (La svastica sul sole, 1962), Harry Turtledove (i cicli di Invasione e Colonizzazione, 1994-2004), Robert Harris (Fatherland, 1992). Non di rado anche i romanzi del filone steampunk, prevalentemente ambientati nel XIX secolo, sconfinano nell'ucronia.
In Italia, dato che il fatto più controverso della storia recente è il fascismo, le opere ucroniche tendono a prendere spunto da esso e a cercare punti di divergenza dalla storia reale: per esempio, cosa sarebbe successo se l'Italia di Mussolini non fosse entrata in guerra. Tra gli esempi recenti di questo filone la trilogia Occidente (2001-2006) di Mario Farneti, che racconta la storia di un'Italia fascista sopravvissuta al secondo conflitto mondiale (durante il quale rimane neutrale e viene sovvenzionata economicamente e militarmente dagli Stati Uniti) e che sconfigge l'URSS durante la terza guerra mondiale, diventando così una superpotenza. Da un presupposto analogo partono anche gli eventi raccontati nella trilogia di Enrico Brizzi costituita dai romanzi L'inattesa piega degli eventi (2008), La Nostra guerra (2009) e Lorenzo Pellegrini e le donne (2012). Il romanzo I biplani di D'Annunzio, invece, esplora la possibilità che nel 1921 la Grande Guerra non sia ancora terminata ma continui contro gli Imperi Centrali che sono uniti e ribattezzati Democrazie Centrali. Un'ipotesi esplorata nel romanzo Il Diavolo Senza Corna di Stefano D'Adamo è invece quella di un mondo senza Stalin né Hitler, ma con un'Italia ancora sotto il regime fascista e un'America nelle mani di un governo semidittatoriale, al tempo stesso plutocratico, populista e antibritannico.
Un altro cameo ucronico italiano è Garibaldi a Gettysburg (1993), di Pierfrancesco Prosperi - uno dei più prolifici scrittori ucronici italiani - che racconta cosa sarebbe successo se Garibaldi avesse aiutato con esito infausto i nordisti durante la guerra civile americana (la differenza più importante è la scomparsa degli USA a favore dei CSA, mentre il Veneto sarebbe rimasto austriaco).

## Fumetti
Numerose opere a fumetti, hanno sfruttato l'idea dell'ucronia e delle terre parallele in generale. La DC Comics ha creato una linea di fumetti chiamata Elseworlds in cui le storie sono ambientate su terre alternative del multiverso DC con protagonisti i supereroi editi della casa editrice (tra i più famosi ricordiamo Superman: Red Son con un Superman che viene allevato dai Sovietici e Kingdom Come, dove i classici eroi DC, ormai vecchi e stanchi, devono riunirsi per combattere una nuova generazione di superesseri violenti e crudeli). Pubblicata sempre dalla DC Comics, la miniserie Watchmen di Alan Moore narra le avventure di un gruppo di supereroi in crisi, la cui presenza nella società statunitense ha comportato un diverso epilogo per alcuni avvenimenti storici, come la vittoria degli USA nella Guerra del Vietnam o la parabola politica del presidente Richard Nixon.
La Marvel Comics ha a sua volta sfruttato il concetto di ucronia nei propri fumetti: tra questi la testata What If? dedicata a storie ambientate in universi paralleli, Spider Girl dedicata alla figlia di Peter Parker di un futuro alternativo, le saghe L'era di Apocalisse e la più recente House of M. La serie mutante Exiles narra le avventure di alcuni mutanti che viaggiano tra dimensioni parallele e lo stesso universo Ultimate Marvel è di fatto un universo parallelo all'universo Marvel ufficiale (così come lo erano i defunti Marvel 2099 e New Universe).
Tra gli esperimenti più bizzarri vi è l'Amalgam Comics, in cui i personaggi della DC e della Marvel si fondevano insieme creando incroci improbabili come Spider-Boy (Superboy + Spiderman) o Iron Lantern (Iron Man + Green Lantern). Per quanto riguarda il fumetto italiano, è possibile citare la serie della Sergio Bonelli Editore Lilith, in cui la protagonista, viaggiando in varie epoche del passato, ha il compito di modificare gli eventi storici, e la serie de Gli Albi di Occidente (tratti dalla trilogia di romanzi ucronici Occidente di Mario Farneti).
L'albo 240 di Dylan Dog (che tra l'altro porta al ritorno tra gli autori della serie Tiziano Sclavi) è intitolato, per l'appunto, Ucronìa, e tra le varie realtà che vengono viste vi è una Terra priva di vita, un mondo dove scimmie altamente evolute sorvolano Londra a bordo del dirigibile Hindenburg, una Terra devastata dalla Guerra nucleare tra Stati Uniti e URSS e un mondo, che fa da filo conduttore della storia, in cui Hitler ha vinto la Seconda Guerra Mondiale alleandosi con le forze di Stalin, creando il "ComuNazismo". Nella serie manga e anime Code Geass ideata da Ichiro Okochi, il mondo è suddiviso fra tre grandi potenze: La prima è il Sacro Impero di Britannia, che comprende l'America e il Giappone, conquistato sette anni prima dell'inizio della serie. Euro Universe, un'unione di stati simile all'Unione europea ma comprendente anche parte dell'Africa, fondata dopo la conquista da parte di Napoleone dell'Inghilterra e il conseguente esilio della famiglia reale inglese in Nordamerica. La terza potenza è la Federazione Cinese,  che comprende l'intera Asia a eccezione del Giappone.
Tra gli spunti più notevoli, è sicuramente da citare la serie Zeit Project, scritta da Ricardo Barreiro (autore di Barbara e La città) e disegnata da Rodriguez.

## Cinema
Numerosi film esplorano il concetto dell'ucronìa; tra questi It Happened Here (1966) di Kevin Brownlow, che mette in scena una Gran Bretagna occupata dai nazisti. Tra gli altri titoli vi sono il film TV della HBO Delitto di stato (Fatherland, 1994), tratto dal romanzo di Harris, ambientato negli anni sessanta di un mondo in cui la Germania nazista ha vinto la seconda guerra mondiale; 2009 - Memorie perdute (2009 Lost Memories, 2002), un film coreano che ipotizza che Hirobumi Ito non sia stato assassinato da An Jung-geun a Harbin in Cina nel 1909; Timequest (2002), in cui un viaggiatore temporale previene l'assassinio di John F. Kennedy, provocando l'alterazione della storia successiva, e C.S.A.: The Confederate States of America (2004), una visione satirica alla storia americana in cui il Sud ha vinto la guerra civile, narrato nella forma di un "documentario" inglese. Anche Bastardi senza gloria di Quentin Tarantino è un'ucronia sulla seconda guerra mondiale.

## Serie TV
- Fringe (2008-2013)
- L'uomo nell'alto castello, è ispirata al romanzo La svastica sul sole di Philip K. Dick (2015-2019)
- The Underground Railroad - serie TV, 11 episodi (2020)
- Mr Robot (2015-2019)
- Il complotto contro l’America (2020)
- For All Mankind (2019-in produzione)
- Watchmen (miniserie televisiva 2019)
- Fallout (serie televisiva) (2024-in produzione)

## Videogiochi
- Nei giochi Resistance: Fall of Man, Resistance: Retribution, Resistance 2 e Resistance 3 non è scoppiata la seconda guerra mondiale e il Nazismo non è esistito, ma il mondo viene invaso da creature mutanti.
- Nel videogioco Turning Point: Fall of Liberty s'immagina che Churchill muoia nel 1931 in seguito a un incidente. La Germania Nazista conquista l'Europa e nel 1954 invade gli USA con mezzi fantascientifici.
- In Wolfenstein: The New Order la Germania nazista vince la seconda guerra mondiale nel 1948, conquistando il resto del mondo.
- In Command & Conquer: Red Alert la seconda guerra mondiale, in seguito alla scomparsa di Hitler (rimosso dall'esistenza da Albert Einstein tramite un viaggio nel tempo) prima della sua salita al potere, scoppia in ritardo e vede di fronte gli Alleati (che includono anche la Germania, mai diventata nazista) contro la potentissima Unione Sovietica.
- In Battlefield, nella serie Bad Company, URSS e USA cominciano una guerra, mentre nella serie Fallout si parte da uno scenario ucronico (il muro di Berlino non crolla e l'URSS continua a esistere, mentre il transistor non viene inventato) per poi narrare un futuro completamente diverso, tra cui una guerra tra gli Stati Uniti e la Cina che si conclude con la distruzione nucleare di entrambe le nazioni.
- In Singularity, l'U.R.S.S. scopre e studia un elemento chiamato E99 con l'intenzione di creare un'arma più potente della bomba atomica degli americani e di avere una supremazia tecnologica in diversi ambiti.